# Kōtarō
Kōtarō ist ein japanischer männlicher Vorname.

## Namensträger
- Honda Kōtarō (1870–1954), japanischer Physiker und Metallurge
- Kanō Kōtarō (1828–1888), japanischer Maler
- Kōtarō Sakurai (* 1994), japanischer Autorennfahrer
- Kōtarō Taniguchi (* 1994), japanischer Sprinter
- Migishi Kōtarō (1903–1934), japanische Maler
- Nakamura Kōtarō (1881–1947), japanischer General
- Takamura Kōtarō (1883–1956), japanischer Bildhauer, Lyriker und Essayist
- Tanaka Kōtarō (1890–1974), japanischer Jurist und Richter am Internationalen Gerichtshof
- Yamaoka Kōtarō (1880–1959), japanischer Konvertit zum Islam, Geheimdienstoffizier
- Yoshida Kōtarō (Kampfsportler) (1883–1966), japanischer Kampfsportler des Daitō-ryū